# Elena Vajcechovskaja
Elena Sergeevna Vajcechovskaja (in russo Елена Сергеевна Вайцеховская?; Leopoli, 1º marzo 1958) è una tuffatrice sovietica. Ha rappresentato l'Unione Sovietica ai Giochi olimpici estivi di Montréal 1976, vincendo la medaglia d'oro nel concorso dei tuffi dalla piattaforma 10 metri.

## Palmarès
- Giochi olimpici

Montréal 1976: oro nella piattaforma 10 m